# Девочка + дракон
«Девочка + дракон» — советский короткометражный кукольный мультипликационный фильм, поставленный Юрием Трофимовым в 1983 году на Творческом объединении «Экран» по мотивам сказок Дональда Биссета.

## Сюжет
Каждый вечер в один маленький город приходила ночь, а вместе с ней — покой и сон. Не спал только фонарщик — он освещал город. Помогал зажигать фонари ему маленький совёнок — всё равно совы ночью не спят. А утром главный человек в городе — мэр — следил, чтобы фонарщик вовремя гасил все фонари — ведь, днём и так светло. Утром фонарщик отдыхал, а совёнок летел спать на крышу, и всякий раз будил Дракошу. Дракоша был драконом и жил в мусорном ящике. Многие его боялись, и никто не хотел с ним дружить, потому что он всегда вёл себя неправильно и не знал, как этому научиться. Однажды он отобрал у фонарщика газету и съел её, а когда фонарщик захотел наругать обидчика, то ударил его и дунул на него так, что тот улетел к мэру. Фонарщик обиделся и не захотел больше зажигать фонари.
Однажды Дракоша повстречал девочку, которая его ничуть не испугалась. Он подружился с ней, а она научила его играть в разные весёлые игры. Наступила ночь, и мэр забеспокоился — кто же теперь будет зажигать фонари? Ведь нельзя же оставить город в такой темноте! У самого мэра не получилось зажигать фонари. Мимо как раз шли девочка и Дракоша, и один фонарь ударил девочку. Дракоша рассердился на фонарь, и наказал обидчика, зажгя его. И тут девочке пришла в голову одна интересная мысль: а почему бы Дракоше не зажигать фонари? Мэр очень обрадовался и перестал бояться Дракошу. Он пригласил его работать фонарщиком и наградил часами. А Дракоша подумал, что даже драконов дружба делает счастливыми.

## Создатели
- Автор сценария — Вадим Курчевский
- Текст читает — Алексей Баталов
- Режиссёр — Юрий Трофимов
- Художники-постановщики — Борис Моисеев, Юрий Трофимов
- Оператор — Евгений Туревич
- Композитор — Владимир Дашкевич
- Звукооператор — Виталий Азаровский
- Художники-мультипликаторы: Татьяна Молодова, Людмила Африна, Алексей Лярский
- Куклы изготовили: Геннадий Богачёв, Маргарита Богатская, Александра Мулюкина, Юрий Одинцов, Виктор Слетков, Анатолий Кузнецов, Галина Круглова
- Редактор — Любовь Георгиева
- Директор — Игорь Гелашвили

## Сказки Д. Биссета
Юрий Трофимов — создатель серии фильмов по сказкам Д. Биссета о приключениях Девочки и Дракона:
- 1983 — «Девочка + дракон»
- 1983 — «Малиновое варенье»
- 1984 — «Забытый день рождения»
- 1985 — «Крококот»
- 1986 — «Снегопад из холодильника»
- 1986 — «Урок музыки»
- 1987 — «Вреднюга»

## Видео
Мультфильм выпускался на DVD в сборнике мультфильмов «Сказки Дональда Биссета».